# Episodi de I gialli di Edgar Wallace (quarta stagione)
La quarta stagione della serie televisiva I gialli di Edgar Wallace (The Edgar Wallace Mystery Theatre) è andata in onda negli Stati Uniti da gennaio 1963 a febbraio 1964. In Italia è stata trasmessa dalle televisioni locali negli anni '80.
| nº | Titolo originale     | Titolo italiano    | Prima TV USA   | Prima TV Italia |
| -- | -------------------- | ------------------ | -------------- | --------------- |
| 1  | The Set Up           |                    | Marzo 1963     |                 |
| 2  | The £20,000 Kiss     |                    | Gennaio 1963   |                 |
| 3  | Incident at Midnight |                    | Gennaio 1963   |                 |
| 4  | On the Run           |                    | Aprile 1963    |                 |
| 5  | Return to Sender     |                    | Marzo 1963     |                 |
| 6  | Ricochet             |                    | Marzo 1963     |                 |
| 7  | The Double           | Il tetto del mondo | Settembre 1963 |                 |
| 8  | The Rivals           |                    | Febbraio 1964  |                 |
| 9  | To Have and to Hold  |                    | Agosto 1963    |                 |

## The Set Up
- Prima televisiva: Marzo 1963
- Diretto da: Gerard Glaister
- Soggetto di: Roger Marshall
- Attori principali: Maurice Denham (Theo Gaunt), John Carson (Inspector Jackson), Maria Corvin (Nicole Romain), Brian Peck (Arthur Payne), Anthony Bate (Ray Underwood)

## The £20,000 Kiss
- Prima televisiva: Gennaio 1963
- Diretto da: John Moxey
- Soggetto di: Philip Mackie
- Attori principali: Dawn Addams (Maxine Hagen), Michael Goodliffe (Sir Harold Trevitt), Richard Thorp (John Durran), Anthony Newlands (Leo Hagen), Alfred Burke (Inspector Waveney)

## Incident at Midnight
- Prima televisiva: Gennaio 1963
- Diretto da: Norman Harrison
- Soggetto di: Arthur La Bern
- Attori principali: Anton Diffring (Dr. Erik Leichner), William Sylvester (Vince Warren), Justine Lord (Diane Graydon), Martin Miller (Dr. Schroeder)

## On the Run
- Prima televisiva: Aprile 1963
- Diretto da: Robert Tronson
- Soggetto di: Richard Harris
- Attori principali: Emrys Jones (Frank Stewart), Sarah Lawson (Helen Carr), Patrick Barr (Brent), Delphi Lawrence (Yvonne), Kevin Stoney (Wally Lucas)

## Return to Sender
- Prima televisiva: Marzo 1963
- Diretto da: Gordon Hales
- Soggetto di: John Roddick
- Attori principali: Nigel Davenport (Dino Steffano), Yvonne Romain (Lisa), Geoffrey Keen (Robert Lindley), William Russell (Mike Cochrane)

## Ricochet
- Prima televisiva: Marzo 1963
- Diretto da: John Llewellyn Moxey
- Soggetto di: Roger Marshall
- Attori principali: Maxine Audley (Yvonne Phipps), Richard Leech (Alan Phipps), Alex Scott (John Brodie), Dudley Foster (Peter Dexter), Patrick Magee (Insp. Cummings)

## The Double
- Prima televisiva: Settembre 1963
- Diretto da: Lionel Harris
- Soggetto di: Lindsay Galloway e John Roddick
- Attori principali: Jeannette Sterke (Mary Winston), Alan MacNaughtan (John Cleeve), Robert Brown (Richard Harrison), Jane Griffiths (Jane Winston), Basil Henson (Derreck Alwyn)

## The Rivals
- Prima televisiva: Febbraio 1964
- Diretto da: Max Varnel
- Soggetto di: John Roddick
- Attori principali: Jack Gwillim (Rolf Neilson), Erica Rogers (Kim Harris), Brian Smith (Steve Houston), Tony Garnett (Jimmy Vosler), Barry Linehan (Paul Kenyon)

## To Have and to Hold
- Prima televisiva: Agosto 1963
- Diretto da: Herbert Wise
- Soggetto di: John Sansom
- Attori principali: Ray Barrett (Henry Fraser), Katharine Blake (Claudia Matthews), Nigel Stock (George Matthews), William Hartnell (Chief Inspector Roberts), Patricia Bredin (Lucy)